# Adina Pintilie
Adina Pintilie (* 12. ledna 1980, Bukurešť) je rumunská filmová režisérka, scenáristka, producentka a dokumentaristka. Za svůj celovečerní režijní hraný debut Nedotýkej se mě (Nu mă atinge-mă) získala Zlatého medvěda na Berlínském filmovém festivalu v roce 2018. K filmu napsala též scénář, produkovala ho, sestříhala a ztvárnila i jednu z postav. Jde o experimentální snímek na pomezí dokumentu a hraného filmu, který vznikl i v částečné české produkci. Oceňovány byly i její dokumenty Nu te supăra, dar... (2007) a Oxygen (2010).